# بوجمعة العملي
بوجمعة العملي، الجزائر من مدينة  تيزي وزو حل بمدينة أسفي لتطوير خزفها بدعوة من المقيم العام هوبير ليوتي أول  حاكم لفرنسا في المغرب بعد إحيلالها سنة 1908.

## تاريخ
يعتبر الفنان الجزائري «بوجمعة العملي» خريج مدرسة الفنون الجميلة بالجزائر ومدرسة السيراميك بباريس، استقر بمدينة أسفي وبالضبط في «حي أشبار» في شارع يسمى «المنظر الجميل» ومن داخل بيته عكف هذا الفنان في مختبره على تحقيق المعجزات. لقد استخرج الألوان من النباتات ومن المعادن وهو أول من أكتشف اللون الأزرق كما يعتبر أول من نمق تحفه بالفضة والذهب والنحاس والرصاص.
بعد استقراره بمدينة أسفي أربع سنوات شارك في أول معرض مغربي فرنسي سنة 1922 ليفوز بذالك بجائزة المعرض كما حضي بمقابلة الملك الراحل محمد الخامس عدة مرات وشحه خلالها بعدة أوسمة ملكية رفيعة.
استقر بوجمعة العملي بمدينة أسفي وبها عاش بقية حياته إلى أن توفي بها سنة 1971 وتم دفنه بالمقبرة المسيحية بالمدينة، لأنه كان يحمل «الجنسية الفرنسية».
في 1920، أسس مدرسة للمهن الخزفية، كانت الأولى في المغرب وأفريقيا عموماً.